# 布勒杜萊茨鄉
45°17′N 24°46′E / 45.283°N 24.767°E
布勒杜萊茨鄉（羅馬尼亞語：Comuna Brăduleț, Argeș），是羅馬尼亞的鄉份，位於該國中南部，由阿爾傑什縣負責管轄，面積49平方公里，海拔高度681米，2009年人口1,918，人口密度每平方公里40人。